# Valdespino (Zamora)
Valdespino (en sanabrés Valdespinu) es una localidad española del municipio de Robleda-Cervantes, en la provincia de Zamora, comunidad autónoma de Castilla y León.

## Geografía
Esta localidad se encuentra situada en los alrededores del parque natural del lago de Sanabria, a mitad de camino entre Puebla y el lago de Sanabria. Por la localidad pasa el río Tera. Hay amplias zonas de castaños y robles.

## Historia
Durante la Edad Media Valdespino quedó integrado en el Reino de León, cuyos monarcas habrían acometido la repoblación de la localidad dentro del proceso repoblador llevado a cabo en Sanabria. Tras la independencia de Portugal del reino leonés en 1143 habría sufrido por su situación geográfica los conflictos entre los reinos leonés y portugués por el control de la frontera, quedando estabilizada la situación a inicios del siglo XIII.
Posteriormente, en la Edad Moderna, Valdespino fue una de las localidades que se integraron en la provincia de las Tierras del Conde de Benavente y, dentro de esta, en la receptoría de Sanabria. No obstante, al reestructurarse las provincias y crearse las actuales en 1833, Valdespino, aún como municipio independiente, pasó a formar parte de la provincia de Zamora, dentro de la Región Leonesa, quedando integrado en 1834 en el partido judicial de Puebla de Sanabria. En torno a 1850, el antiguo municipio de Valdespino se integró en el de Robleda, que en la década de 1910 pasó a denominarse Robleda-Cervantes.